# Heiligenstädter Flächenalb
Die Heiligenstädter Flächenalb ist ein bayerischer Naturraum der Nördlichen Frankenalb (Kennziffer 080) mit der Kennziffer 080.03. Die Marktgemeinde Heiligenstadt in Oberfranken (amtlich: Heiligenstadt i.OFr.) im oberfränkischen Landkreis Bamberg in der Fränkischen Schweiz ist der Namensgeber. Der Ort zählt zur Metropolregion Nürnberg. Hohenhäusling befindet sich im Norden, Götzendorf im Westen, Eschlipp im Süden. Die Zone liegt in geschichtetem Kalk und es herrschen dort schwere Kalkscherbenböden vor.

## Orte
Auf bzw. an der Hochfläche befinden sich die Orte Brunn, Drosendorf, Drügendorf, Dürrbrunn, Eschlipp, Götzendorf, Hohenhäusling, Huppendorf, Königsfeld, Oberngrub, Unterleinleiter und Volkmannsreuth, die entweder zum Landkreis Bamberg oder zum Landkreis Forchheim gehören.